# Mimolophioides usambaricus
Mimolophioides usambaricus là một loài bọ cánh cứng trong họ Cerambycidae.